# 卡普韦恩
卡普韦恩（法語：Capvern，法語發音：[kapvɛʁn]或[kavɛʁ]），法国西南部市镇，位于奥克西塔尼大区上比利牛斯省，隶属于巴涅尔德比戈尔区，其市镇面积为21.84平方公里，2022年1月1日时人口数量为1,286人，在法国城市中排名第8,108位。
卡普韦恩位于上比利牛斯省中东部，巴伊斯河发源于其境内，是一个区域性的中心集镇，因其境内的温泉浴场而闻名。

## 地名来源

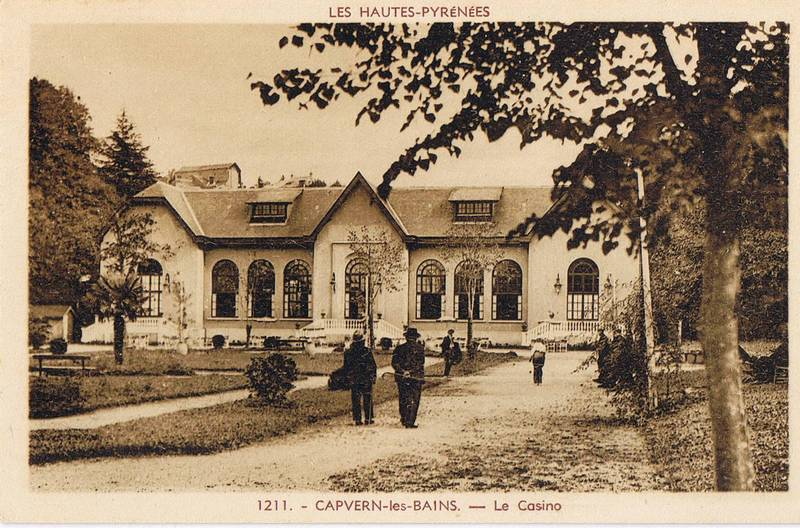
建于20世纪初的卡普韦恩赌场

“卡普韦恩”一名可能出自古罗马人物“Capus Vernus”，后者为古罗马的一名外交官。
卡普韦恩所处区域历史上曾加斯科涅方言，“Capvern”对应的奥克语拼写为“Capvèrn”。
此外，“Capvern”在一些场合亦被标记为“Capvern-les-Bains”。

## 历史
卡普韦恩在古罗马时期就已形成聚落。中世纪时，卡普韦恩长期为一处普通农业村落。法国作家米歇尔·德·蒙田于1568年在卡普韦恩游览时曾对当地的温泉有所提及。法国大革命后，卡普韦恩成为上比利牛斯省的一个市镇。工业革命期间，途径卡普韦恩的图卢兹－巴约讷铁路建成通车。自19世纪末以来，随着旅游业的发展，卡普韦恩的温泉资源得到开发，当地兴建了多处温泉浴场及疗养院，并出现了赌场等设施。

## 地理

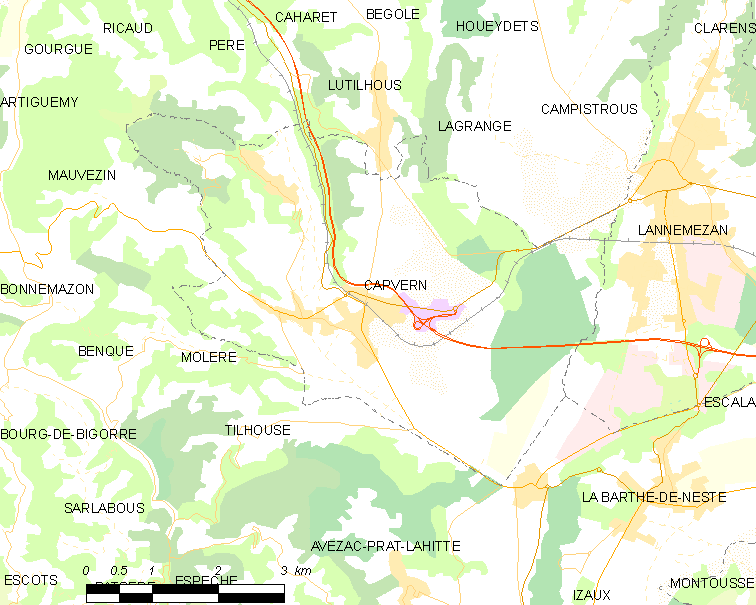
卡普韦恩市镇范围地图

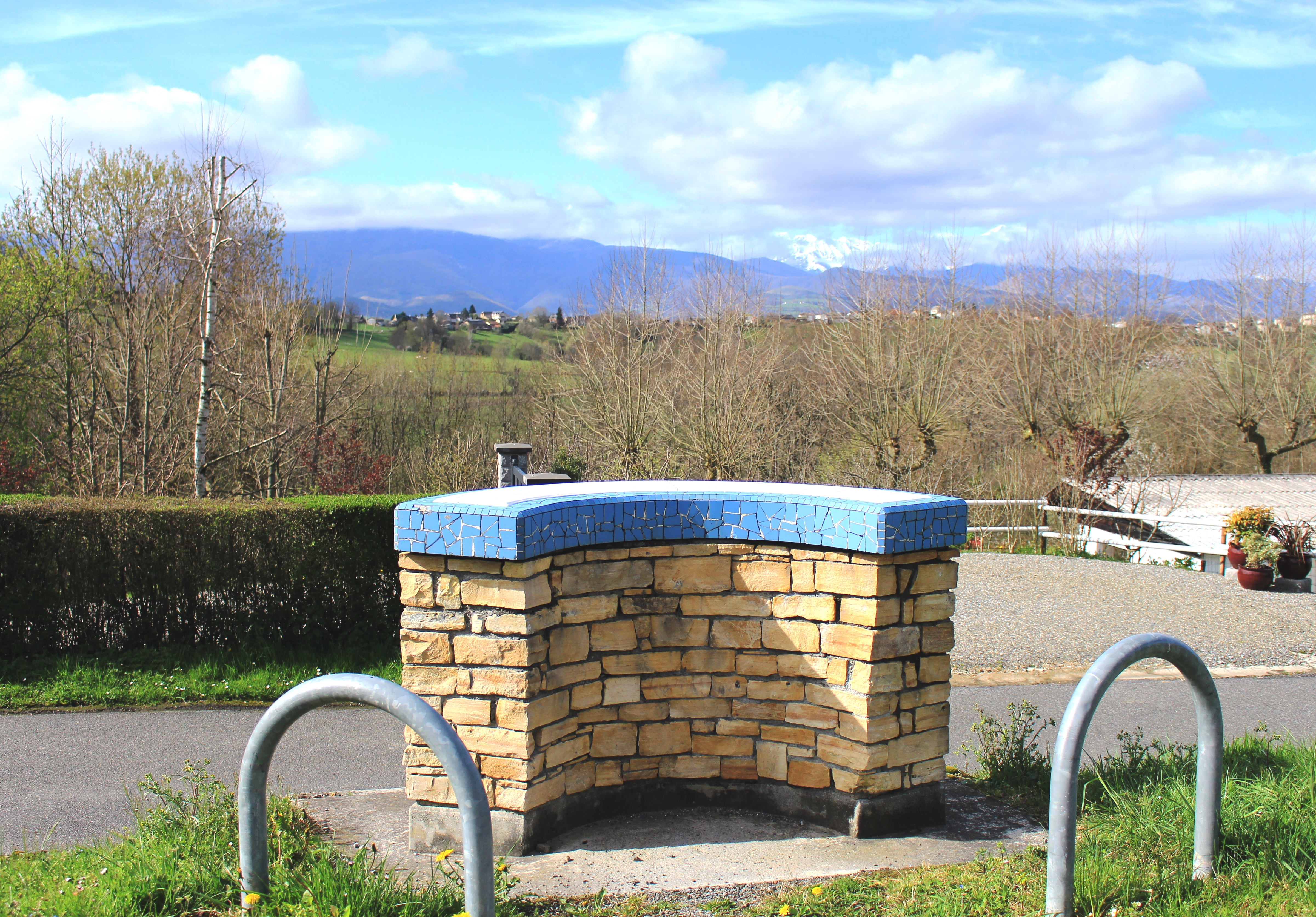
卡普韦恩附近丘陵的一处指向桌

卡普韦恩位于法国西南部，奥克西塔尼大区西南部和上比利牛斯省中东部，距离省会塔布大约31公里。与卡普韦恩接壤的市镇包括：吕蒂尤、拉格朗日、康皮斯特鲁、莫沃赞、邦凯-莫莱尔、拉讷默藏、蒂尤斯和阿沃扎克-普拉特-拉伊特。

### 地形
卡普韦恩位于比利牛斯山北部外缘，境内以平原和丘陵为主，市镇中心地势较为平坦，南部为丘陵地貌，全境海拔在358到664米之间。

### 水文
卡普韦恩位于阿杜尔河流域范围内，巴伊斯河发源于卡普韦恩市镇范围东部，并自南向北流出境内。

### 植被
卡普韦恩属于温带阔叶混交林区，市镇范围东西两侧均有大片天然林地分布。
在鲜花城市的评比中，卡普韦恩暂未被评级。

### 气候
卡普韦恩在柯本气候分类法中属于带有亚热带特征的温带气候，因地形因素影响，当地降水较多，且常出现焚风现象，后者使得当地平均温度明显高于同气候带其他区域。
距离卡普韦恩最近的常年气象站位于康皮斯特鲁境内，以下为该气象站的数据：
| 康皮斯特鲁 1981年－2019年 | 康皮斯特鲁 1981年－2019年 | 康皮斯特鲁 1981年－2019年 | 康皮斯特鲁 1981年－2019年 | 康皮斯特鲁 1981年－2019年 | 康皮斯特鲁 1981年－2019年 | 康皮斯特鲁 1981年－2019年 | 康皮斯特鲁 1981年－2019年 | 康皮斯特鲁 1981年－2019年 | 康皮斯特鲁 1981年－2019年 | 康皮斯特鲁 1981年－2019年 | 康皮斯特鲁 1981年－2019年 | 康皮斯特鲁 1981年－2019年 | 康皮斯特鲁 1981年－2019年 |
| 月份                      | 1月                       | 2月                       | 3月                       | 4月                       | 5月                       | 6月                       | 7月                       | 8月                       | 9月                       | 10月                      | 11月                      | 12月                      | 全年                      |
| ------------------------- | ------------------------- | ------------------------- | ------------------------- | ------------------------- | ------------------------- | ------------------------- | ------------------------- | ------------------------- | ------------------------- | ------------------------- | ------------------------- | ------------------------- | ------------------------- |
| 历史最高温 °C（°F）       | 22.2 (72.0)               | 24.1 (75.4)               | 27 (81)                   | 27.9 (82.2)               | 31.1 (88.0)               | 35.1 (95.2)               | 37.5 (99.5)               | 36.9 (98.4)               | 32.2 (90.0)               | 29.8 (85.6)               | 25.3 (77.5)               | 23.6 (74.5)               | 37.5 (99.5)               |
| 平均高温 °C（°F）         | 9.7 (49.5)                | 10.4 (50.7)               | 13.4 (56.1)               | 14.4 (57.9)               | 18.6 (65.5)               | 21.7 (71.1)               | 23.7 (74.7)               | 24.2 (75.6)               | 21 (70)                   | 17.6 (63.7)               | 12.3 (54.1)               | 10 (50)                   | 16.4 (61.5)               |
| 日均气温 °C（°F）         | 5.2 (41.4)                | 5.9 (42.6)                | 8.5 (47.3)                | 9.6 (49.3)                | 13.8 (56.8)               | 16.9 (62.4)               | 18.8 (65.8)               | 19.2 (66.6)               | 16.1 (61.0)               | 13 (55)                   | 8.1 (46.6)                | 5.7 (42.3)                | 11.7 (53.1)               |
| 平均低温 °C（°F）         | 0.8 (33.4)                | 1.4 (34.5)                | 3.6 (38.5)                | 4.8 (40.6)                | 9 (48)                    | 12 (54)                   | 13.8 (56.8)               | 14.2 (57.6)               | 11.2 (52.2)               | 8.5 (47.3)                | 3.9 (39.0)                | 1.5 (34.7)                | 7.1 (44.8)                |
| 历史最低温 °C（°F）       | −11.9 (10.6)              | −12.9 (8.8)               | −10.6 (12.9)              | −4.1 (24.6)               | −0.7 (30.7)               | 1.7 (35.1)                | 5.6 (42.1)                | 5.5 (41.9)                | 1.9 (35.4)                | −3.8 (25.2)               | −8.2 (17.2)               | −11.2 (11.8)              | −12.9 (8.8)               |
| 平均降水量 mm（）         | 88.8 (3.50)               | 72.9 (2.87)               | 84.1 (3.31)               | 126 (5.0)                 | 125 (4.9)                 | 86 (3.4)                  | 78.7 (3.10)               | 63.1 (2.48)               | 81 (3.2)                  | 87.9 (3.46)               | 112.9 (4.44)              | 96.8 (3.81)               | 1,103.2 (43.43)           |
| 月均日照時數              | 113.2                     | 136.1                     | 168.6                     | 169.7                     | 186.2                     | 215.6                     | 215.8                     | 202.2                     | 189.9                     | 156.7                     | 119.3                     | 115.3                     | 1,988.6                   |
| 来源：infoclimat.fr       |                           |                           |                           |                           |                           |                           |                           |                           |                           |                           |                           |                           |                           |

## 行政区划
卡普韦恩的市镇编号为65127，邮政编号为65130。
在行政管理方面，卡普韦恩隶属于法国奥克西塔尼大区上比利牛斯省巴涅尔德比戈尔区；在地方选举方面，卡普韦恩是内斯特-欧尔-卢龙县的中央投票站所在地，其市镇范围全境被划入上比利牛斯省第一选区；在社会管理方面，卡普韦恩是拉讷默藏高原市镇公共社区的组成部分。
截至2023年4月，卡普韦恩市镇范围内暂无城市敏感街区及城市政策优先街区。
法国国家统计与经济研究所（简称）在进行数据统计时，未将卡普韦恩划入任何城市核心区（Unité urbaine）及城市区（Aire urbaine）。自2020年起，卡普韦恩被划入包含65个市镇的拉讷默藏城市辐射区内。此外，还将卡普韦恩市镇整体看作一个“块区”（IRIS），以便于统计人口分布情况。

## 交通

### 公路
A64高速公路经过卡普韦恩市区东北部，通过15号出入口连接市区，此外还有多条上比利牛斯省省道在卡普韦恩境内交汇。奥克西塔尼大区下属的城际客运提供巴士线路，可前往塔布和拉讷默藏。
2019年，51.8%的卡普韦恩家庭拥有至少一辆私人汽车。2019年，卡普韦恩境内共发生各类交通事故1起，造成2人受伤，其中1人重伤。
| 15 | 2.6 |

| 塔布 | 32 |

| 巴涅尔德比戈尔 | 20 |

| 内斯特河畔拉巴特 | 7 |

### 铁路

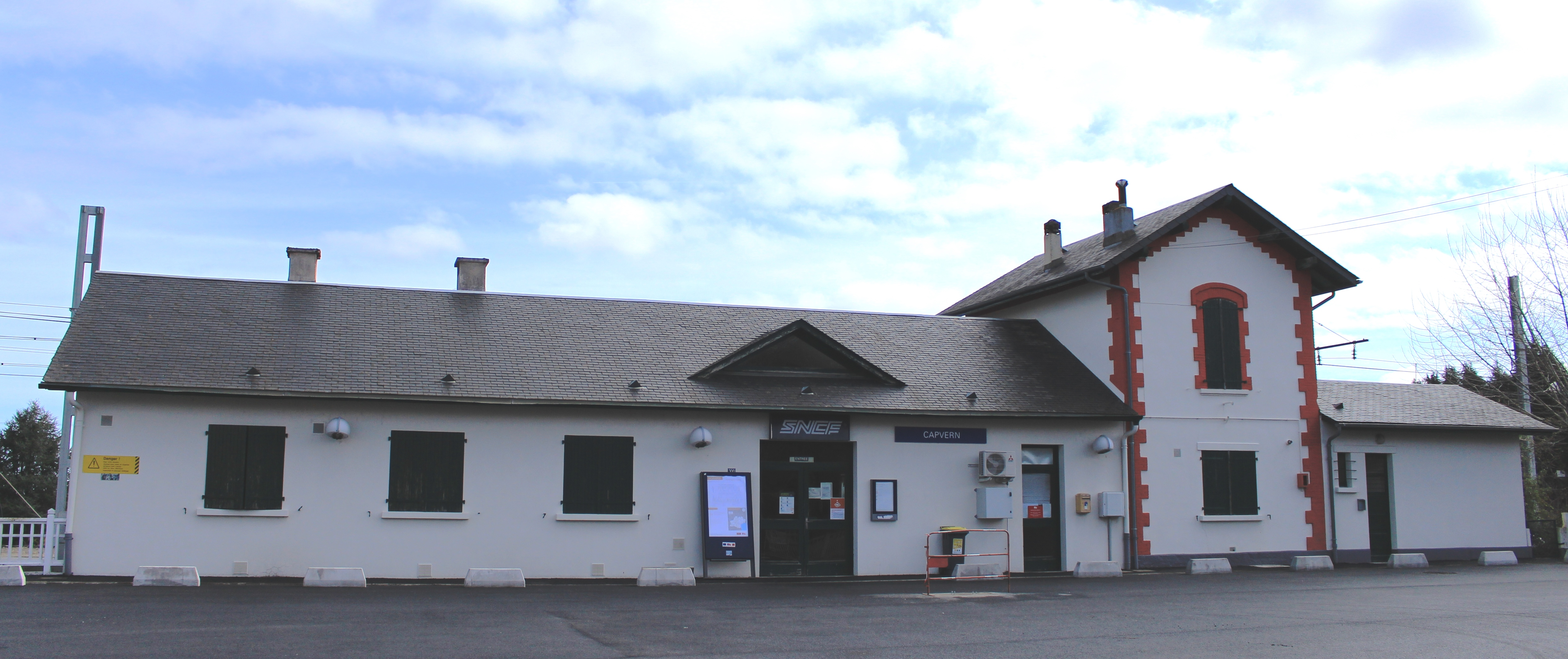
卡普韦恩火车站

卡普韦恩位于图卢兹－巴约讷铁路上。卡普韦恩站位于市区东部，停靠往返于图卢兹和塔布一线的区域列车。

### 航空
距离卡普韦恩最近的民用航空站为42公里外的塔布-卢尔德机场。

### 城市公共交通
截至2023年4月，卡普韦恩暂无城市公共交通系统。

## 政治

### 市政内阁

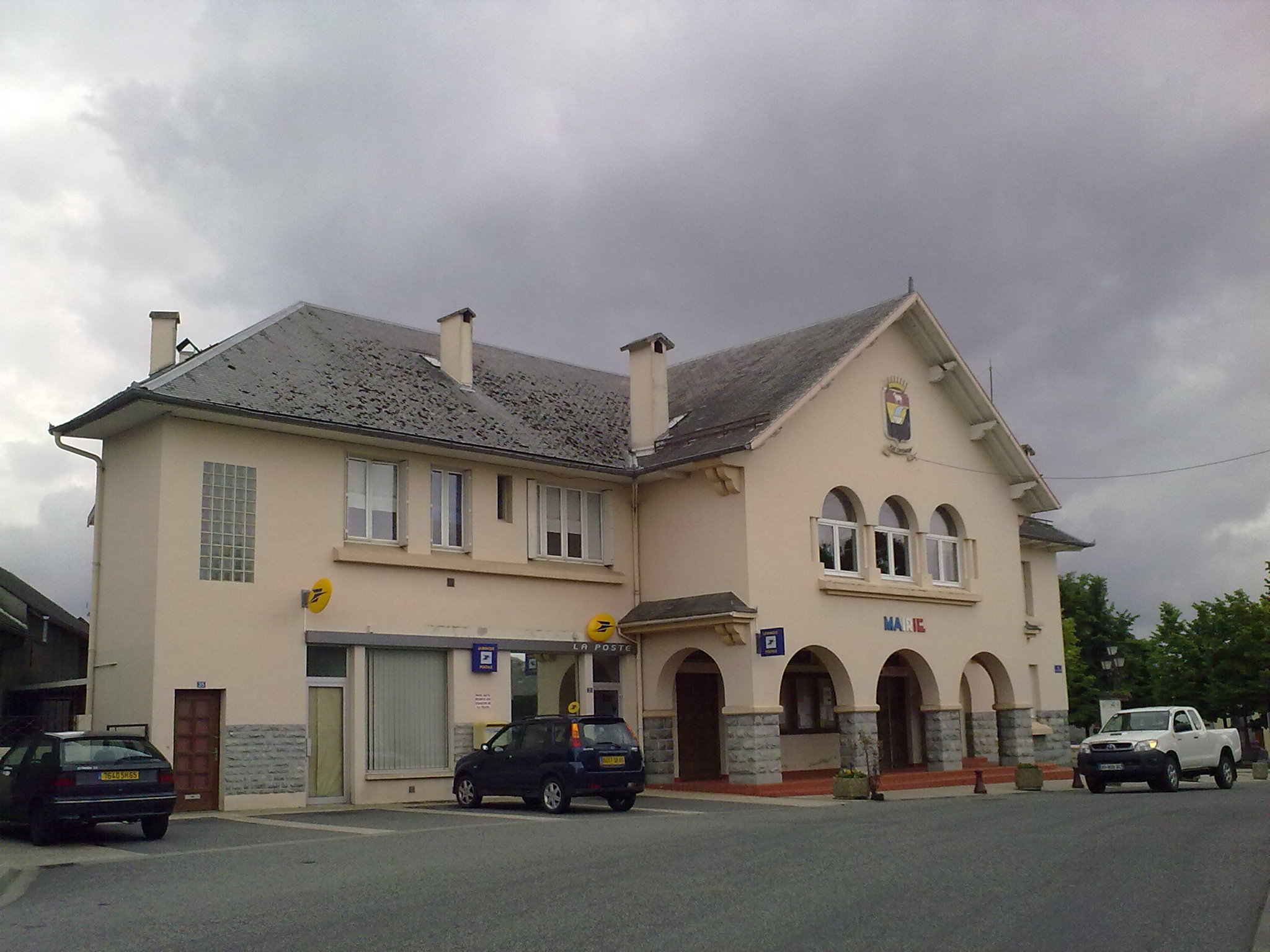
卡普韦恩市政厅

卡普韦恩的现任市长为让-保罗·拉朗先生（Jean-Paul LARAN），他是一名左翼无党派人士的一名成员，在2020年的市政选举中获得了50.06%的支持率。
| 卡普韦恩历届市长 | 卡普韦恩历届市长                  | 卡普韦恩历届市长  |
| 任期             | 市长                              | 党派              |
| ---------------- | --------------------------------- | ----------------- |
| 1945年－1955年   | Joseph DUTREY 约瑟夫·迪特雷       | 不详              |
| 1955年－1959年   | Paul MAILHO 保罗·马约             | 不详              |
| 1959年－1977年   | Jean-Pierre RICAUD 让-皮埃尔·里科 | 不详              |
| 1977年－1983年   | René LARAN 勒内·拉朗              | PRG左派激進黨     |
| 1983年－2008年   | Gilbert DASTUGUE 吉尔贝·达斯蒂格  | PCF法国共产党     |
| 2008年－2014年   | André LARAN 安德烈·拉朗           | PCF法国共产党     |
| 2014年－2017年   | Gilbert DASTUGUE 吉尔贝·达斯蒂格  | PCF法国共产党     |
| 2017年－         | Jean-Paul LARAN 让-保罗·拉朗      | DVG左翼无党派人士 |

### 各级选举
| 卡普韦恩历届投票选举结果 | 卡普韦恩历届投票选举结果 | 卡普韦恩历届投票选举结果 | 卡普韦恩历届投票选举结果    | 卡普韦恩历届投票选举结果    | 卡普韦恩历届投票选举结果 | 卡普韦恩历届投票选举结果 | 卡普韦恩历届投票选举结果 | 卡普韦恩历届投票选举结果 | 卡普韦恩历届投票选举结果 |
| 选举项目                 | 选举范围                 | 选区单位                 | 选区单位内的选举结果        | 选区单位内的选举结果        | 选区单位内的选举结果     | 选区单位内的选举结果     | 选区单位内的选举结果     | 选区单位内的选举结果     | 参考资料                 |
| 选举项目                 | 选举范围                 | 选区单位                 | 第一轮胜出者                | 第一轮胜出者                | 支持率                   | 第二轮胜出者             | 第二轮胜出者             | 支持率                   | 参考资料                 |
| ------------------------ | ------------------------ | ------------------------ | --------------------------- | --------------------------- | ------------------------ | ------------------------ | ------------------------ | ------------------------ | ------------------------ |
| 2017年法國總統選舉       | 法國                     | 市镇                     |                             | 让-吕克·梅朗雄              | 27.49%                   |                          | 埃马纽埃尔·马克龙        | 68.43%                   | [ 22 ]                   |
| 2017年法国立法选举       | 上比利牛斯省第一选区     | 市镇                     |                             | 让-贝尔纳·桑帕斯图          | 37.48%                   |                          | 让-贝尔纳·桑帕斯图       | 55.23%                   | [ 22 ]                   |
| 2019年欧洲议会选举       | 法國                     | 市镇                     |                             | 纳塔莉·卢瓦索               | 22.28%                   | （不适用）               | （不适用）               | （不适用）               | [ 24 ]                   |
| 2021年法国省级选举       |                          | 县                       |                             | 玛丽斯·贝里耶 米歇尔·佩利厄 | 76.88%                   | （不适用）               | （不适用）               | （不适用）               | [ 25 ]                   |
| 2021年法国省级选举       | 市镇                     |                          | 玛丽斯·贝里耶 米歇尔·佩利厄 | 54.76%                      |                          | （不适用）               | （不适用）               | （不适用）               | [ 25 ]                   |
| 2021年法国大区选举       | 奧克西塔尼大區           | 市镇                     |                             | 卡萝尔·德尔加               | 54.35%                   |                          | 卡萝尔·德尔加            | 71.05%                   | [ 26 ]                   |
| 2022年法国总统选举       | 法國                     | 市镇                     |                             | 玛丽娜·勒庞                 | 23.15%                   |                          | 埃马纽埃尔·马克龙        | 50.48%                   | [ 22 ]                   |
| 2022年法国立法选举       | 上比利牛斯省第一选区     | 市镇                     |                             | 西尔薇·费雷尔               | 28.21%                   |                          | 西尔薇·费雷尔            | 58.33%                   | [ 22 ]                   |

## 人口
2019年，卡普韦恩市镇人口数量为1,264，在法国排名第8,108位。其中男性606人，女性658人，75岁及以上人口占12.8%，外籍人口数量为28人，人口密度为58人/平方公里，当地居民被称为（男性）或（女性）。2020年，卡普韦恩境内出生12人，死亡人口14人。
| 卡普韦恩1901年－2020年人口变化情况 |
|                                    |
| 数据来源：Cassini、INSEE           |

## 经济
卡普韦恩是一个区域性的中心市镇。截止2023年4月，卡普韦恩市镇范围内共有各类用人单位（包含自雇）296家，平均历史为18年，均为中小型企业（PME），2023年2月至4月间，当地的经济活力指数为0.34%。 （零售）、（博彩）及（酒店接待）是当地2021年营业额最高的三个企业，分别为25,680,533欧元、1,447,385欧元和486,251欧元。

## 财政与居民收入
2021年，卡普韦恩的财政收入总额为2,250,450欧元，财政支出总额为1,836,550欧元，当年的债务总额为1,204,520欧元。2021年，卡普韦恩市镇通过增值税获得256,240欧元的收入，此外当地还共获得了60,190欧元的国家直接财政补助。
2020年，卡普韦恩的人均月收入总额为1,835欧元，低于法国平均水平（2,303欧元）。
2019年，卡普韦恩境内的青壮年（15至64岁）失业率为8.7%；当地48.6%的家庭拥有纳税资格，平均纳税1,514欧元，低于法国平均水平（3,910欧元）。

## 社会事务

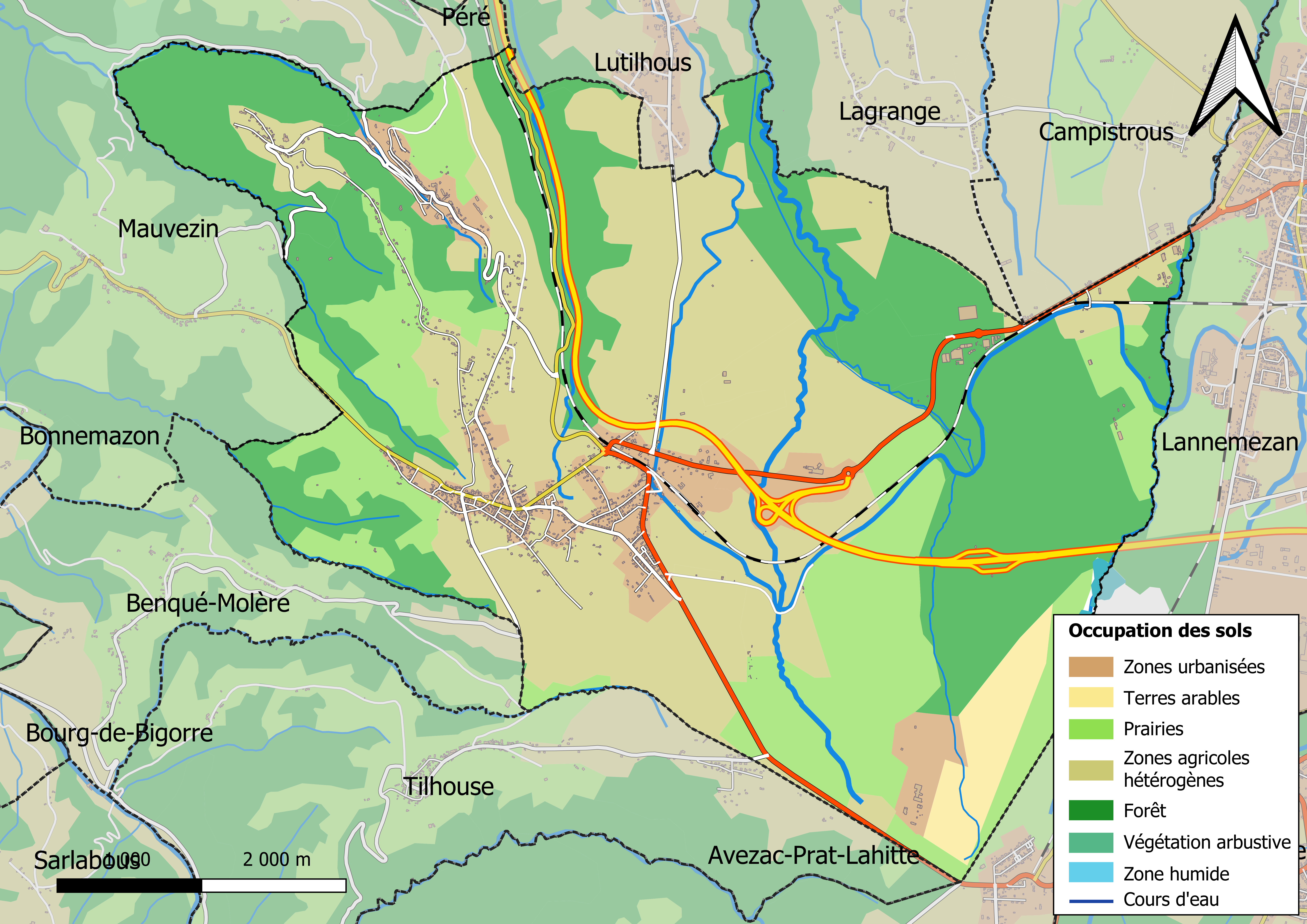
卡普韦恩土地利用情况地图

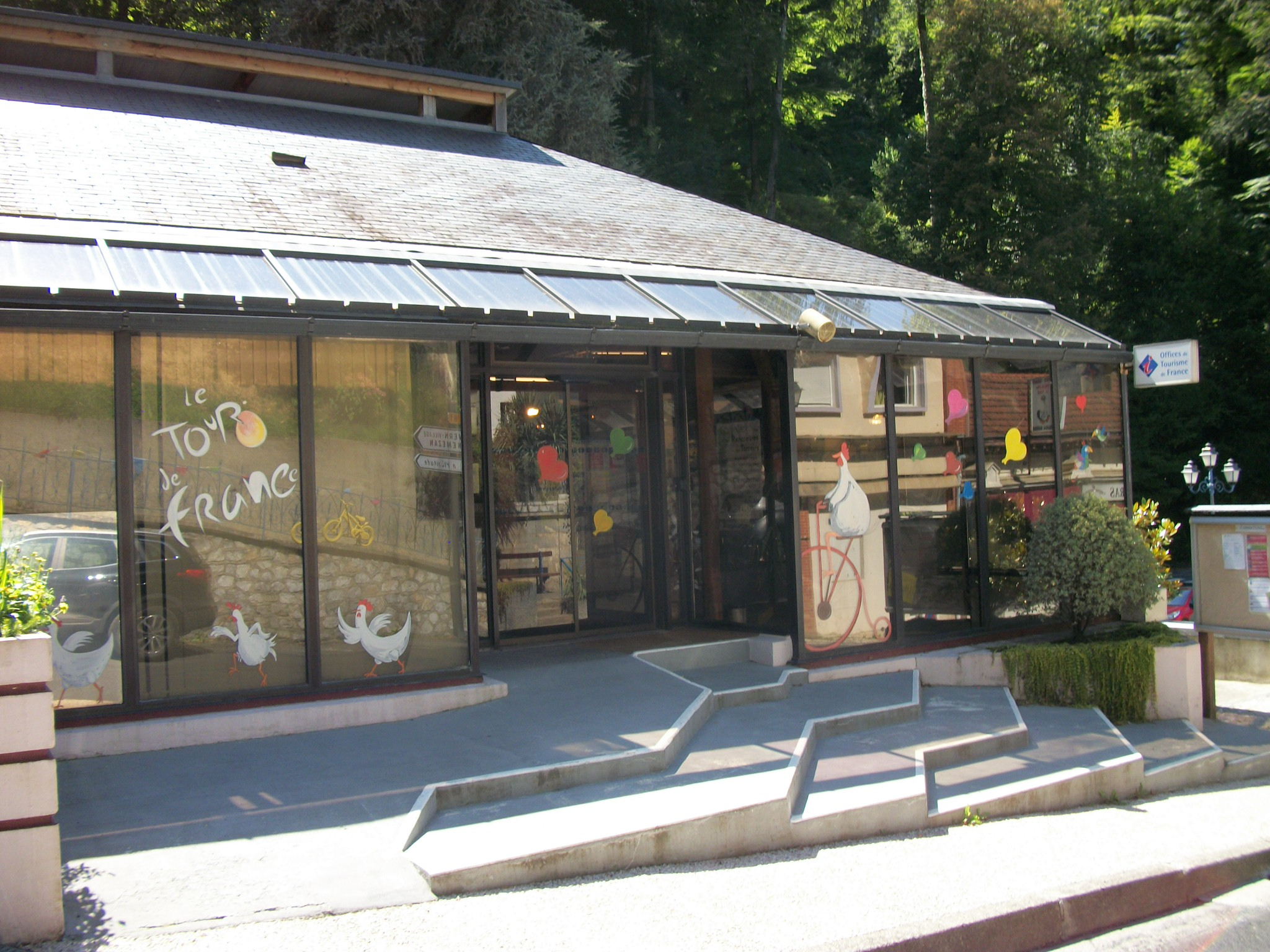
卡普韦恩游客接待中心

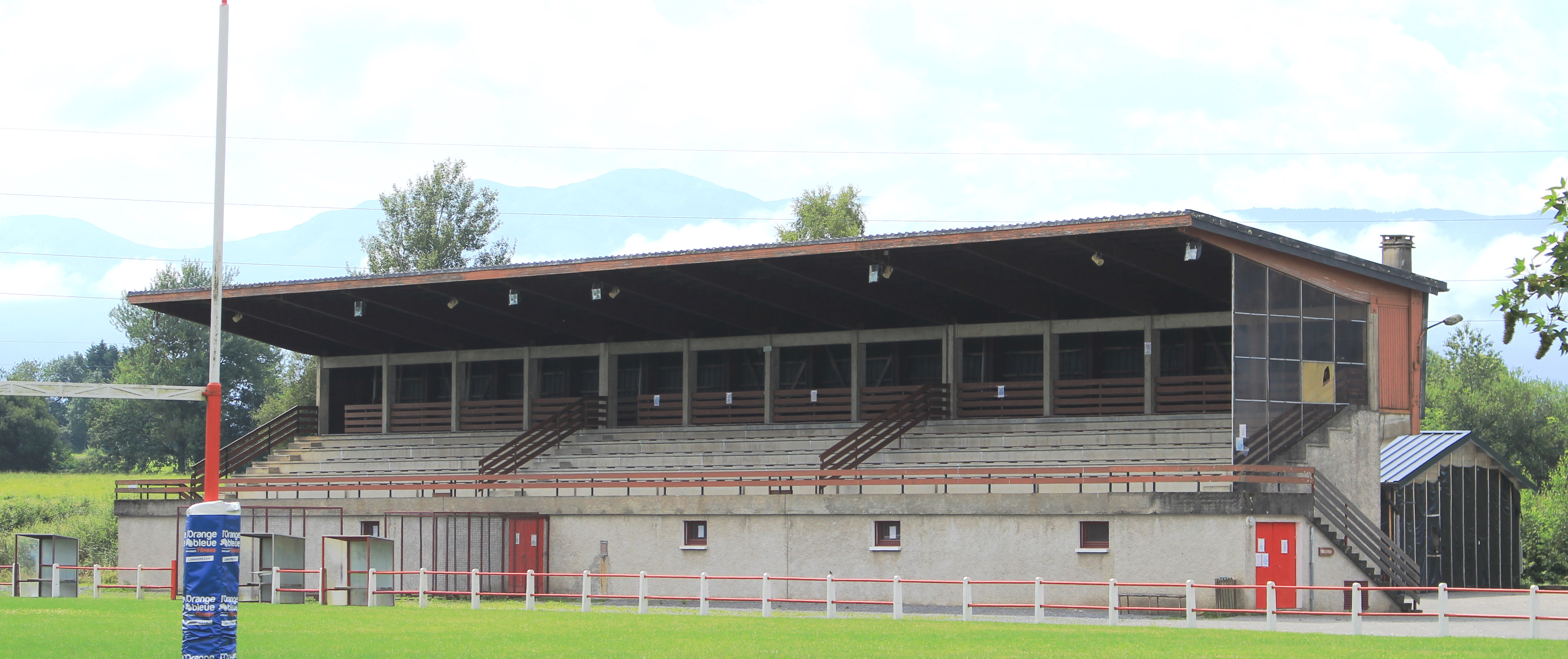
安塞尔姆·卡斯蒂永球场

### 教育
卡普韦恩属于图卢兹学区。截止2021年1月1日，卡普韦恩境内暂无任何教育机构。

### 医疗
截止2021年1月1日，卡普韦恩境内共有全科医生3名、保健师7名和护士8名。境内共有药房1家。
距离卡普韦恩最近的区域性医疗机构为拉讷默藏中心医院（Centre Hospitalier de Lannemezan），其主病区位于拉讷默藏市区东部，距离卡普韦恩市区的正常车程大约11分钟，该院设有床位799个，是当地规模最大的公立综合性医院。

### 住房
2019年，卡普韦恩境内共有各类住房1,073套，其中63.5%为独立式居民区，36.3%为集中式居民区。常住房屋占卡普韦恩市镇范围内居民建筑总量的56.1%。
在住房保障政策方面，2021年，卡普韦恩境内共有70户家庭获得了住房经济补助，受益人数占总人口数量的5.5%，其中65份为房租补助。

### 商业
2021年，卡普韦恩境内共有各类实体商铺34家，其中餐厅5家、大型超市3家、杂货店3家、面包房1家、书店1家、美容美发店2家、汽车维修店2家。市区X部建有大型开放式商业街区。

### 体育
2021年，卡普韦恩境内共有1家游泳池、2处网球场以及2处足球或橄榄球场。
截至2023年4月，卡普韦恩境内暂无任何注册足球俱乐部。
卡普韦恩体育联盟（Union Sportive Capvernoise）是卡普韦恩的一家橄榄球俱乐部，其主队2022至2023赛季参加法国橄榄球大区乙组联赛（法国第九级别），其主场为安塞尔姆·卡斯蒂永球场（Stade Anselme Castillon）。

### 环境
卡普韦恩的环境事务由其所属的拉讷默藏高原市镇公共社区联合各级政府协调负责。2021年，卡普韦恩境内暂无污染企业。

### 治安
卡普韦恩及其附近的共157个市镇是巴涅尔德比戈尔国家宪兵队的管辖范围。2020年，该宪兵队累计记录各类案件1,564起，其中盗窃类案件779起，经济类案件257起，毒品交易类案件83起。

## 文化

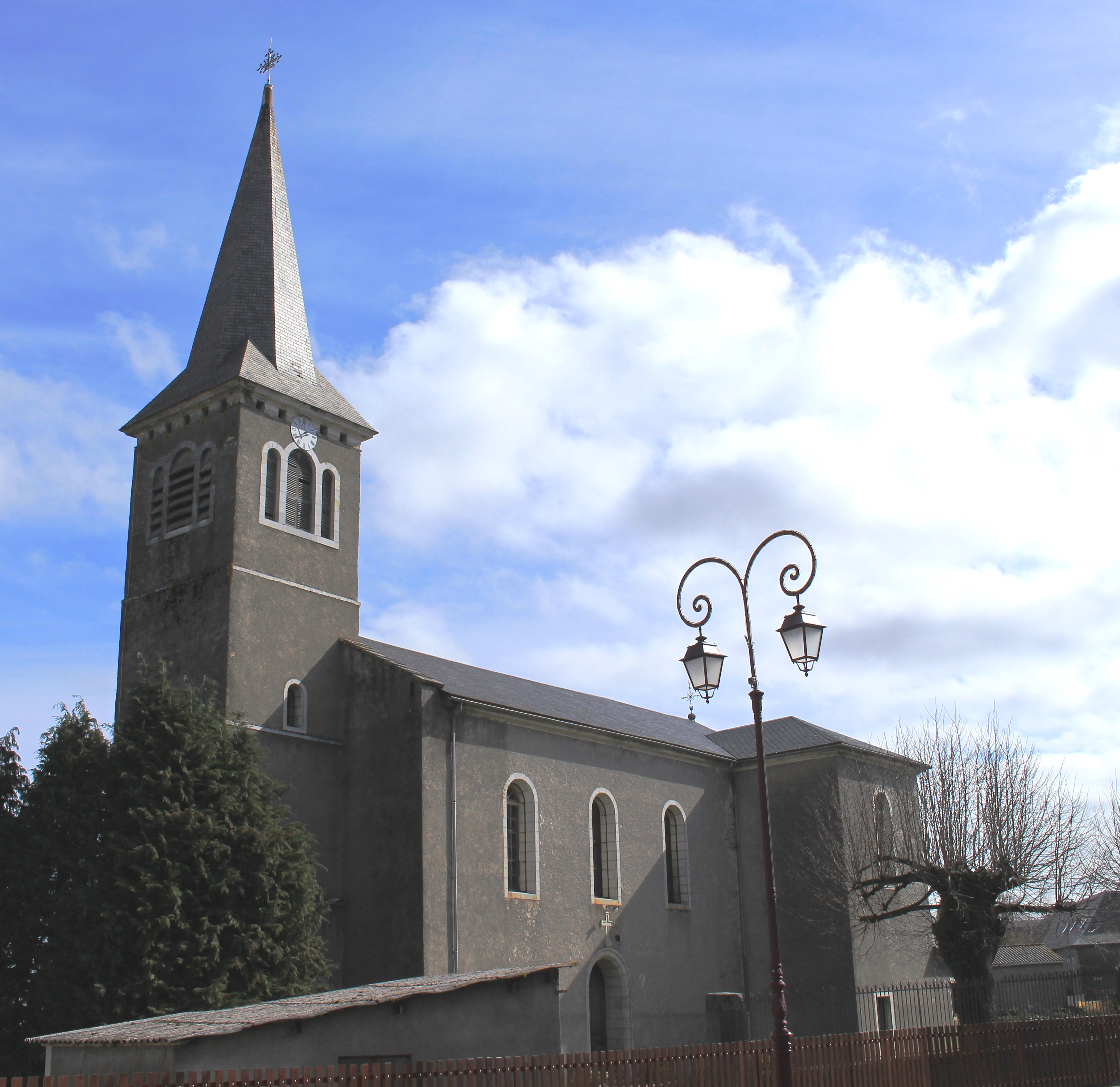
圣伯多禄教堂

2021年，卡普韦恩境内有1家电影院。卡普韦恩市政府提供多媒体中心，每周六向公众开放。

### 建筑
卡普韦恩境内有多处历史建筑，其中圣伯多禄教堂（Église Saint-Pierre de Capvern）是当地的地标性建筑物。

### 旅游
卡普韦恩的旅游事务由其所属的拉讷默藏高原市镇公共社区负责。2022年，卡普韦恩境内共有4家酒店共计114间房间；另有2个露营地，可容纳共115辆露营车。

### 媒体
法国主要的媒体均可在卡普韦恩接收，法国电视三台下属的奥克西塔尼大区频道在部分时段播出卡普韦恩所在上比利牛斯省的地方新闻。《南部追寻》、《比利牛斯新共和国报》、蓝色法兰西贝阿恩-比戈尔广播等是当地主要的地方性媒体。

## 友好城市
截至2023年4月，卡普韦恩暂未建立任何友好城市关系。